# Birnin Kebbi
Birnin Kebbi er en by i det nordvestlige Nigeria. Den er administrativ hovedby for delstaten Kebbi og har lidt over 100.000 indbyggere (2006). Den var hjemsted for emiratet Gwandu indtil det flyttede til Argungu i 1831. Birni Kebbi ved Sokotofloden, der er en biflod til Niger. 
12°27′13″N 4°12′01″Ø / 12.45361°N 4.20028°Ø